# Љубиша Рацић
Љубиша Рацић (Сарајево, 20. јануар 1954) српски и југословенски је рок музичар, вођа и гитариста групе Формула 4. 

## Биографија
Средином седамдесетих година афирмисао се као басиста групе Бијело дугме. Када је имао тринаест година, уписао се у школу гитаре заједно са својм другом Леом, код професора Косте Поповића. Убрзо затим основали су групу „Млади лавови“, када су наступали по домовима културе у Сарајеву. 
У периоду између 1967. и 1970. године основао је групу „Албатроси“, а недуго затим са Браном Ликићем оснива групу „Они“. 1970. године настаје група Формула 4, а прву поставу су чинили Љубиша Рацић (соло гитара и вокал), Брано Ликић (бас-гитариста и вокал), Сенад Беговић (бубњеви) и Златко Николић (ритам гитариста).